# 인천광역시소방학교
인천광역시소방학교(仁川消防安全學校, Incheon Fire Academy)는 인천광역시를 관할하는 인천광역시 소방안전본부 산하의 소방학교이다.
소방학교장은 소방정으로 보한다.

## 연혁
- 1990년 인천광역시 소방본부 소방교육대 설치.
- 2011년 인천광역시 소방안전학교로 확대 설치.
- 2018년 인천광역시 소방학교로 개편.

## 조직
| - 교육지원과 - 지원팀 - 경리팀 | - 교육기획과 - 기획평가팀 - 교육운영팀 | - 교수연구단 - 교수연구팀 - 현장훈련팀 - 구급훈련팀 |

## 같이 보기
- 대한민국 소방청
- 대한민국의 소방
- 소방관 계급